# Astrocyclus
Astrocyclus is een geslacht van slangsterren uit de familie Gorgonocephalidae.

## Soorten
- Astrocyclus caecilia (Lütken, 1856)